# Ochrotrichia elongiralla
Ochrotrichia elongiralla är en nattsländeart som beskrevs av Harris 1986. Ochrotrichia elongiralla ingår i släktet Ochrotrichia och familjen smånattsländor. Inga underarter finns listade i Catalogue of Life.